# Zwartbles
Le Zwartbles (trad. litt. : « noir avec une marque blanche ») est une race de mouton rustique, originaire des Pays-Bas, élevé pour son lait et sa viande d'agneau.

## Origine
La race est développée dans la région de Frise, au nord des Pays-Bas, dans le courant du 19e siècle.

## Description
Le Zwartbles est noir avec une liste blanche sur la tête, des « chaussettes » au bout des pattes et le bout de la queue blanche. La toison apparaît parfois brun sombre ou brun rouge en raison de l'action du soleil. Les brebis pèsent en moyenne 85 kg et les béliers 100 kg. Les brebis font 75 cm au garrot tandis que le bélier peut atteindre les 85 cm. Cette race ne porte pas de cornes.

## Élevage et production

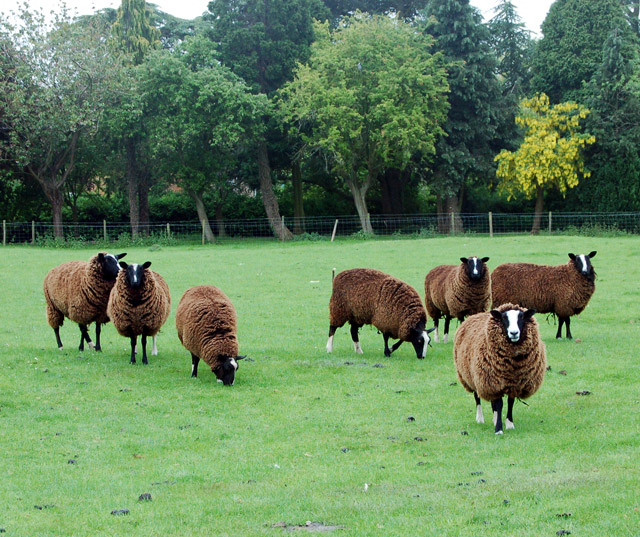
Troupeau de Zwartbles au pré.

La race est surtout utilisée pour son lait et sa viande d'agneau. Sa grande prolificité et son caractère facile sont très appréciés. Les brebis donnent souvent naissance à des triplés et font d’excellentes mères,. Les jeunes ont également une croissance rapide. Leur toison est adaptée au milieu froid, humide et venteux de leur région d'origine mais leur laine, bien que facile à filer, est non teintable et est parfois utilisée pour fabriquer des tapis,. Ils sont aussi résistants à la pourriture du sabot, le piétin.
Leur grande taille, leur toison particulière et leur docilité les ont fait connaître également comme animal de compagnie,.

## Sauvegarde
Le Zwartbles a failli disparaître dans les années 1970 en raison de l'évolution des techniques de l'élevage,. Sa population a été estimée à 500 têtes en 1978 et seule la moitié était de pure race. En 1998, sa population était inférieure à 1 000 individus dans son pays d'origine et la FAO avait classé la race « en danger mais maintenue ». Grâce à un regain d'intérêt pour celle-ci, en particulier par les fileurs de laine amateurs qui recherchaient de la laine noire, et sa diffusion à l'étranger, la race est sauvée mais reste assez rare. Elle est aujourd'hui classée comme race « non menacée ».

## Diffusion et croisement
Le Zwartbles est importé au Royaume-Uni en 1986 et s'y diffuse dans les années 1990. La Zwartbles Sheep Association est créée en 1995. En 2014, il y avait 12 500 têtes rien qu'au Royaume-Uni. La race est aussi importée en France et en Belgique, aussi bien pour sa viande et son lait que comme animal de loisir,.
Au Royaume-Uni, les croisements entre un Zwartbles et une race à viande sont très appréciés. Ils permettent ainsi d'obtenir l'avantage de sa prolificité, des capacités maternelles des brebis et de leur lait, tout en obtenant des agneaux de boucherie plus intéressants,. Un Black Mule est un mouton issu d'un croisement entre un bélier Zwartbles et une brebis d'une autre race.

## Confusion possible

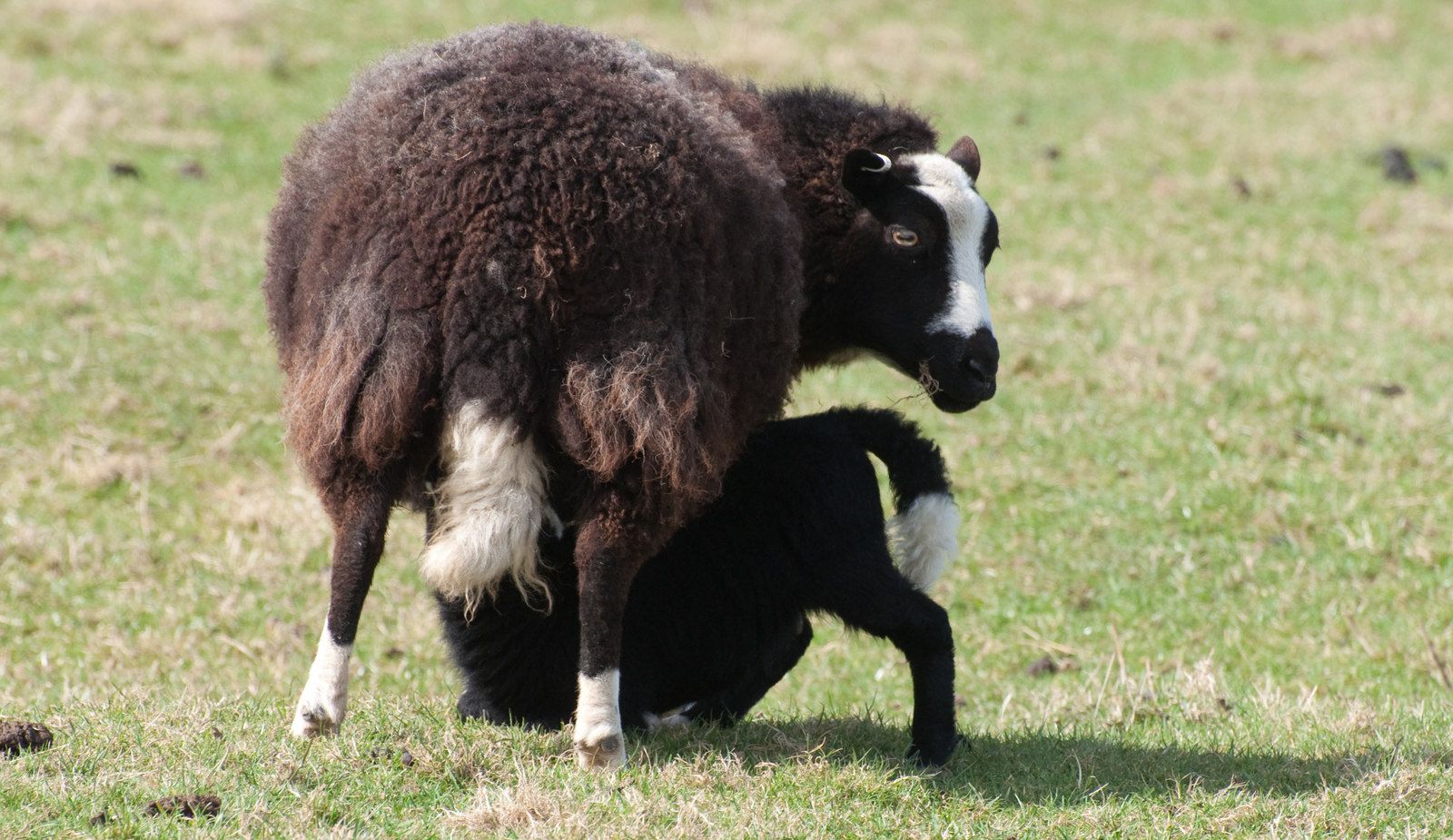
Une brebis Balwen Welsh Mountain et son agneau.

L'apparence du Zwartbles est très proche de celle du Balwen Welsh Mountain (en), une race galloise. Mais sa laine est plus dense, fine et sombre que celle du Balwen Welsh Mountain.

## Dans la culture populaire
En 2019 sort le livre Profession : chat de berger écrit par Suzanna Crampton dans lequel un chat raconte sa vie dans une ferme où est élevé des Zwartbles.